# تری‌اتیل فسفنواستات
تری‌اتیل فسفنواستات (به انگلیسی: Triethyl phosphonoacetate) با فرمول شیمیایی C۸H۱۷O۵P یک ترکیب شیمیایی با شناسه پاب‌کم ۱۳۳۴۵ است. که جرم مولی آن ۲۲۴٫۱۹ g/mol می‌باشد. 